# Modèle océanique de Canfield

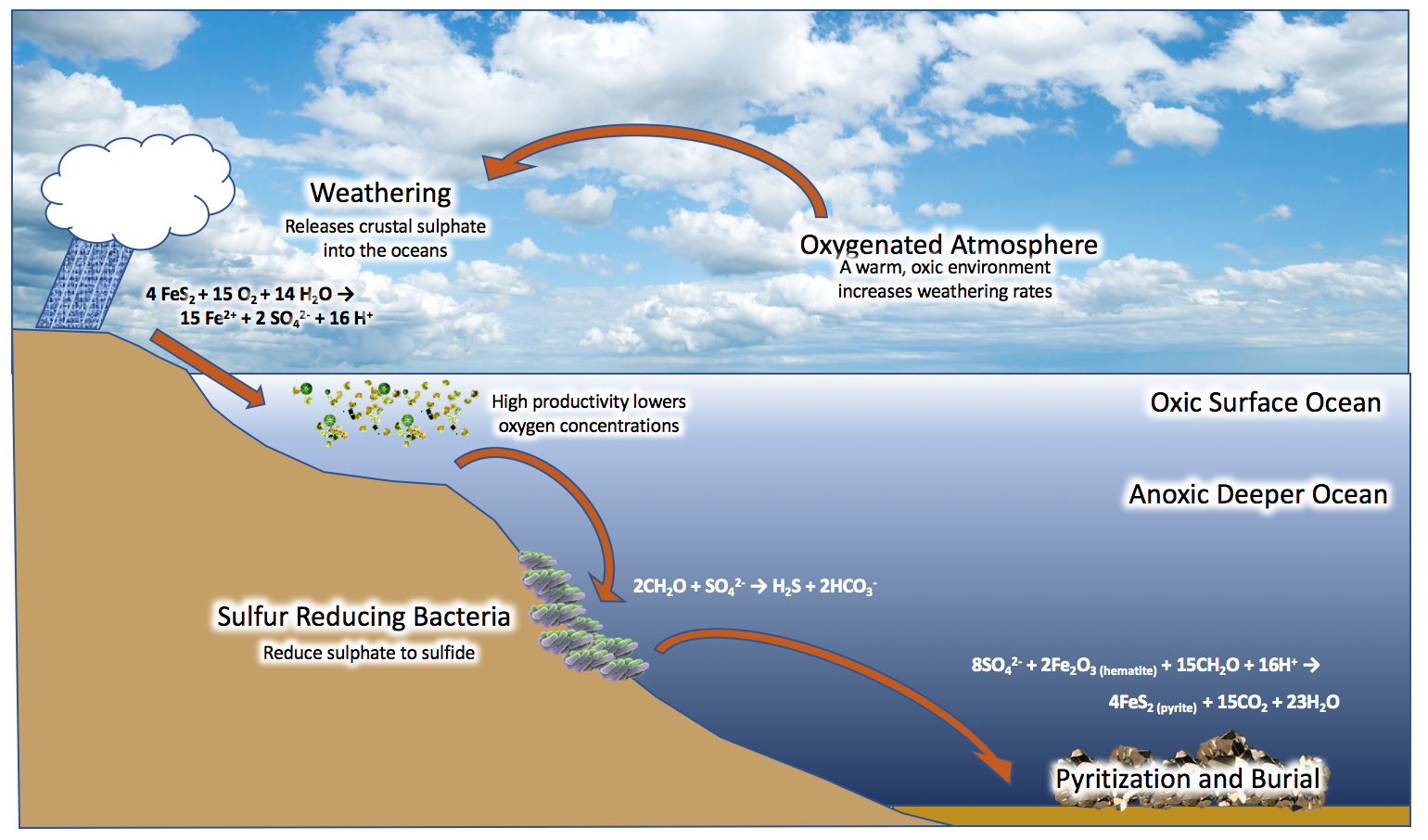
Carte indiquant la composition des océans

Le modèle océanique de Canfield a été proposé par le géochimiste Donald Canfield pour expliquer la composition de l'océan au Protérozoïque moyen et tardif. Sa théorie a été proposée sous le nom de « Canfield Ocean » et demeure l'une des théories fondamentales de la composition de l'oxygène de l'océan à cette époque.

## Présentation
Dans un article précurseur publié en 1998 dans la revue scientifique Nature, Canfield a soutenu que l'océan était anoxique et sulfureux à l'époque dite du « Milliard ennuyeux », et que ces conditions affectaient le dépôt minéral des formations ferrugineuses (formations riches en fer). Avant la parution de ce modèle, on croyait que l'océan s'était oxygéné pendant la Grande Oxygénation. La présence d'oxygène dans les profondeurs de l'océan a rendu impossible la formation de dépôts ferrugineux, ce que l'on retrouve dans les enregistrements de sédiments marins datant de cette période. Inversement, le modèle océanique de Canfield postule que l'eau des grands fonds marins est demeurée anoxique longtemps après la Grande Oxygénation. Ce modèle soutient que les conditions euxiniques dans les grands fonds marins ont permis l'arrêt de dépôts ferrugineux dans les sédiments océaniques. Un milieu euxinique  décrit des conditions anoxiques en présence de sulfure d'hydrogène. Les conditions océaniques euxiniques, terme décrivant une circulation hydrologique restreinte qui conduit à des conditions stagnantes ou anaérobiques, comptent parmi les facteurs susceptibles de conduire à des océans sulfurés.